# Berrechid
Berrechid ou Barchid (em árabe: برشيد) é uma cidade do centro-norte de Marrocos, capital da província homónima, que faz parte da região de Chaouia-Ouardigha. Em 2004 tinha 89 551 habitantes e estimava-se que em 2012 tivesse 128 749 habitantes.
Encontra-se 30 km a sul de Casablanca, a capital económica de Marrocos, e a 12 km do Aeroporto Mohammed V, o mais movimentado do país. É considerada o terceiro centro industrial do país, a seguir a Casablanca e Tânger. A agricultura é outra atividade importante, representando 13,25% da produção nacional marroquina.